# Милославский, Владимир Константинович
Владимир Константинович Милославский (укр. Володимир Костянтинович Милославський; 25 ноября 1928, Пенза — 26 февраля 2016, Харьков) — советский и украинский физик. Известен своими работами по нелинейной оптике и спектроскопии твердых тел. Заслуженный профессор Харьковского Национального университета.

## Биография
Родился 25 ноября 1928 года в Пензе, в семье учителей. Его отец, Константин Иванович Милославский, был микологом, а дед Иван Николаевич Милославский — купцом и городским головой Ахтырки.
В 1948 году, по приглашению родственников, переехал в Харьков. Поступил в Харьковский университет на физико-математический факультет, которой окончил в 1951 году. В следующем году стал ассистентом кафедры экспериментальной физики. В 1959 году защитил кандидатскую диссертацию на тему «Оптические и экситонные свойства полупроводниковых слоёв CdO, ZnO и SnO2». Научным руководителем Милославского был Кирилл Дмитриевич Синельников. Через три года стал доцентом кафедры физической оптики Харьковского университета. В 1972 году защитил докторскую диссертацию «Экспериментальное исследование края собственной полосы в полупроводниковых соединениях (оптическое поглощение и эффект Фарадея)». В том же году ему была присуждена учёная степень доктора физико-математических наук. Через два года он получил звание профессора. В 1975 году стал профессором кафедры оптики Харьковского университета. В 1990—2003 годах был заведующим этой же кафедры, а после 2003 и до самой смерти снова профессором. Умер 26 февраля 2016 года. Гражданская панихида по нему состоялась в помещении Музея природы. Был кремирован, его пепел хранится в колумбарии на Втором городском кладбище Харькова.
В университете читал курсы лекций «Спектроскопия твёрдого тела», «Люминесценция и фотопроводимость твёрдых тел», «Нелинейная оптика». Является одним из авторов учебного пособия «Учебные эксперименты и демонстрации по оптике» (2000) и автором пособия «Нелинейная оптика» (2008). Среди его учеников значатся восемнадцать кандидатов и один доктор наук.
Основными направлениями научных исследований Милославского были спектроскопия полупроводников и диэлектриков, магнитооптика, взаимодействие лазерного излучения со светочувствительными материалами. Занимался экспериментальными и теоретическими исследованиями спектров твердых тел и нелинейных оптических явлений в волноводных фоточувствительных пленках. Определил роль экситонных состояний в формировании собственной электронной полосы в ряде широкозонных полупроводников.

## Семья

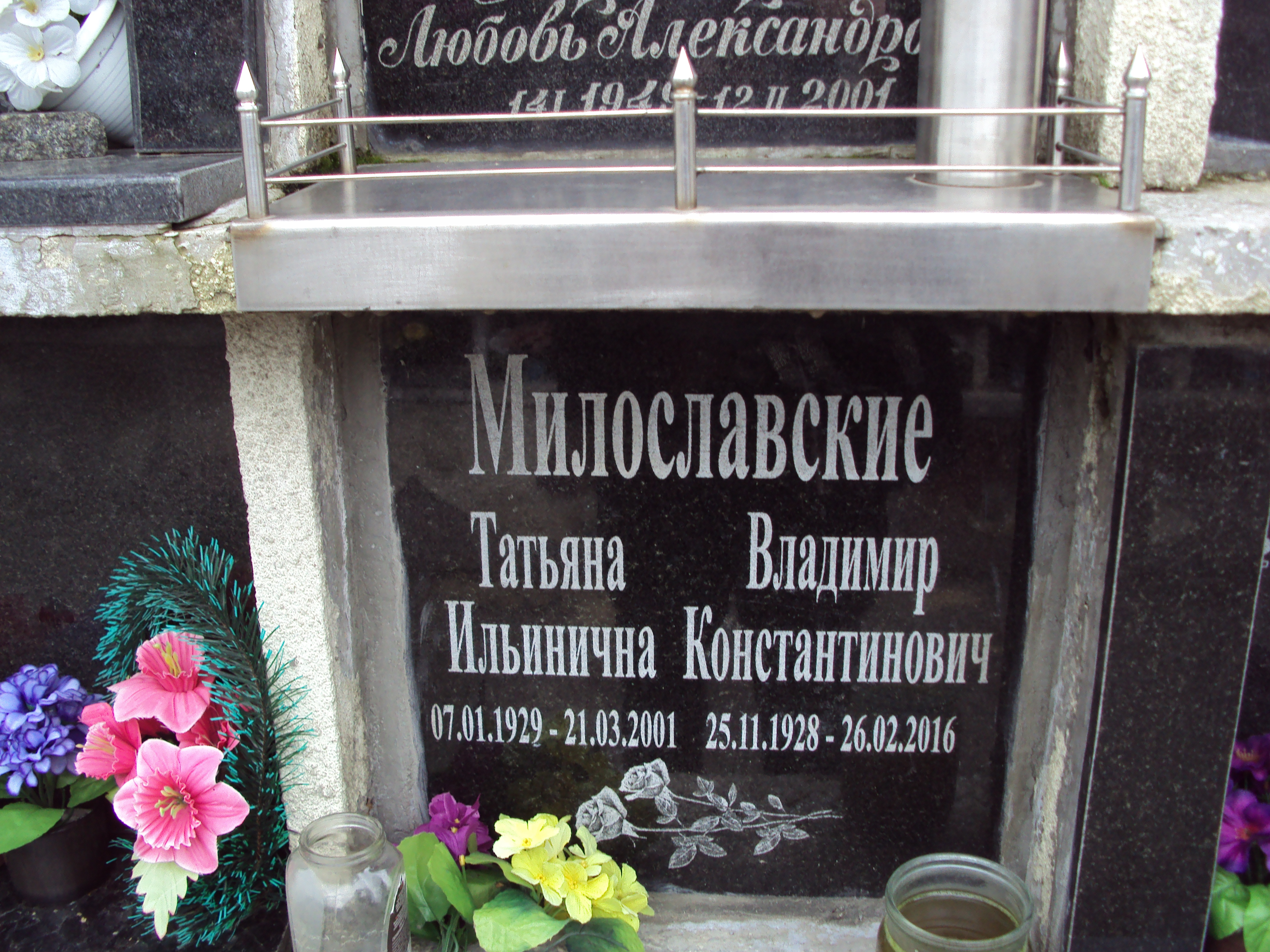
Табличка на колумбарии

Был женат на Татьяне Ильиничне Милославской (в девичестве Август). У супругов родился один ребёнок:
Ольга Владимировна Милославская (родилась 23 октября 1953) — кандидат физико-математических наук, научный сотрудник в Физико-техническом институте низких температур имени Б. И. Веркина НАН Украины.
Согласно воспоминаниям его племянника Дмитрия Милославского, Владимир Константинович, кроме физики, хорошо знал историю, географию и иностранную литературу. Он любил путешествовать и проходил пешком большие расстояния даже в весьма преклонном возрасте.

## Награды и почётные звания
- Юбилейная медаль имени С. И. Вавилова (1995)[2].
- Медаль С. Е. Фриша Оптического общества имени Д. С. Рождественского (2000)[5].
- Заслуженный профессор Харьковского Национального университета (2000)[2].
- Почётная грамота Министерства образования и науки Украины (2010)[6].
- Включён в зал славы Физического факультета ХНУ имени В. Н. Каразина[7].

## Научное наследие
Всего написал более 300 научных публикаций, среди них два учебных пособия (одно в соавторстве). Список наиболее важных работ согласно Энциклопедии современной Украины и его персональной странице на сайте кафедры:

##### Учебные пособия
- Учебные эксперименты и демонстрации по оптике: Учебное пособие. Харьков, 2000 (соавт.);
- Нелинейная оптика: Учебное пособие. Харьков, 2008.

##### Статьи
- В квантовом поглощении в вырожденных полупроводниках и металлах // Физика Твёрдого Тела. 1966. Т. 8, вып. 7;
- О влиянии междузонных переходов на низкочастотный плазменный резонанс в малых металлических сферах // Оптика и спектроскопия. 1979. T. 46, вып. 2 (соавт.);
- Spontaneous grating formation in thin light-sensitive AgCl-Ag films at linear p/s pola-rization of a laser beam // J. Optics A: Pure Applied Optics. 2005. Vol. 7;
- Влияние примеси меди на спектр поглощения тонких плёнок суперионных проводников MAg4I5(M: Rb, K) // Физика Твёрдого Тела. 2006. Т. 48, № 5;
- Окрашивание кварцевого стекла нанометровыми частицами серебра.// Оптика и спектроскопия. — 2007. — т.102, № 3. — с.489-495.
- Optical properties of nanostructures // Functional Materials. 2008. Vol. 15, № 3; — р.313-331.
- Спектры поглощения тонких плёнок твёрдых растворов Cs2(Cd1-xZnx)И4 // Оптика и спектроскопия. 2010. Т. 108, № 4.

### Комментарии
1. ↑  В справочной литературе также встречается дата 28 ноября